# Florian Müller (labdarúgó, 1986)
Florian Müller (Eisenhüttenstadt, 1986. december 30. –) német korosztályos válogatott labdarúgó.

## Sikerei, díjai
- Fritz Walter-medál (U19): 2005